# Sacaropina

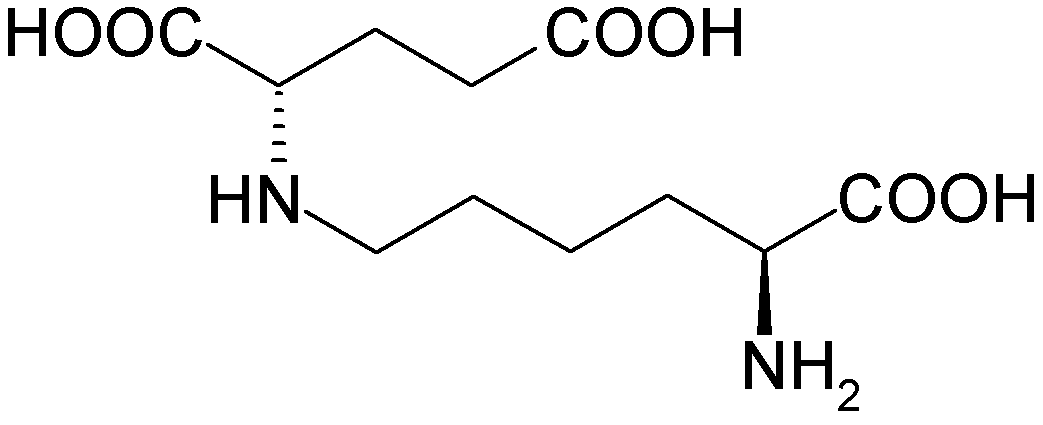
La sacaropina es un producto intermediario en el catabolismo, aquí se ve su representación.

La sacaropina es un producto intermediario en el catabolismo o degradación del aminoácido lisina al condensar este aminoácido con el cetoácido alfa-cetoglutarato.
Las reacciones involucradas, catalizadas por sacaropina dehidrogenasas, son:
lisina + alfa-cetoglutarato <--> sacaropina <--> glutamato + 2-aminoadipato 6-semialdehido
Fue aislada por primera vez en 1961 de levadura (Saccharomyces) por Darling y Larsen.
La sacaropinuria (altas concentraciones de sacaropina en la orina) y la sacaropinemia (un exceso de sacaropina en la sangre) son condiciones presentes en algunos desórdenes heredados de la degradación de la lisina. 